# Rafael Menéndez de Luarca
Rafael Tomás Menéndez de Luarca y Queipo de Llano (Setienes, Valdés, Asturias, 22 de noviembre de 1743-La Penilla, Santa María de Cayón, Cantabria, 20 de junio de 1819) fue un teólogo español, obispo de la diócesis de Santander desde 1784 hasta su muerte. Fue promotor de numerosas obras pías (hospitales, orfanatos, escuelas, etc.), regente de Cantabria durante la guerra de la Independencia Española, diputado electo por Asturias en 1813 y Gran Cruz de la Orden de Carlos III.

## Biografía

### Origen familiar
Nació en una familia de hidalgos con casa solariega en Setienes, parroquia de Santiago, concejo de Valdés, Asturias, muy cerca de la capital municipal, Luarca. Hijo de Lope Matías Menéndez de Luarca y de Avilés y Rosa María Queipo de Llano.
Creció en un ambiente familiar de profunda religiosidad y apego a la tradición. De los 18 hijos del matrimonio, vivieron 12 hasta edad adulta y de ellos todos salvo el primogénito se consagraron a la Iglesia: siete monjas y un monje benedictinos y tres sacerdotes, entre ellos Rafael. 
Su hermano Gabriel (1742-1812) fue canónigo penitencial en Ávila y conocido por sus publicaciones doctrinales, especialmente su edición comentada del catecismo de Astete.
La casa familiar de Setienes fue destruida por un incendio en 1795.

### Carrera eclesiástica
Estudió teología en las Universidades de Oviedo, Salamanca, Santo Tomás de Villanueva de Ávila y Alcalá de Henares. Se definió a sí mismo como «teólogo escolástico; filósofo peripatético».
Inició su carrera eclesiástica en 1770, cuando ganó la plaza de canónigo magistral de la Archidiócesis de Oviedo, en su Asturias natal. En 1783 fue nombrado Arcediano de Grado. En ambos cargos demostró una gran vocación predicadora y misionera.
En 1784 recibió de Carlos III el nombramiento de obispo de Santander, cargo que mantuvo hasta su muerte, renunciando a los nombramientos de arzobispo de México y arzobispo de Sevilla.

### Obispo de Santander
Fue el tercero en ocupar esta sede, tras su creación en 1754. Su pontificado duró 35 años, uno de los más largos de esta diócesis.
En 1791, fundó el Hospital de San Rafael, que funcionó hasta la creación en 1928 de la Casa de Salud Valdecilla, precursora del Hospital Universitario Marqués de Valdecilla. El edificio, uno de los más antiguos que se conservan en Santander, es desde 1984 sede del Parlamento de Cantabria.

### Vida política
En política, fue defensor del absolutismo y fiel partidario de Fernando VII. Coincidió con Jovellanos, asturiano como él y de su misma edad, tanto en la Universidad de Oviedo, como en la de Santo Tomás y en el Colegio Mayor de San Ildefonso de Alcalá de Henares. Sin embargo, sus posiciones ideológicas y políticas no podían ser más distantes.
Menéndez de Luarca adquirió su mayor relevancia cuando estuvo al frente del levantamiento de Cantabria contra las tropas napoleónicas, con título de regente. Modesto Lafuente narra así el episodio de su nombramiento:

Al día siguiente [27 de mayo de 1808] se constituyó la junta, la cual nombró presidente al obispo de la diócesis don Rafael Menéndez de Luarca.  Este prelado, que a la sazón se hallaba a dos leguas de la ciudad, respetado del vulgo por la austeridad de sus costumbres, pero fanático en demasía y un tanto excéntrico, comenzó por esquivar obstinadamente la admisión de la presidencia, la aceptó después como haciendo el sacrificio de ceder a porfiadas instancias, y concluyó por arrogarse el título de regente soberano de Cantabria a nombre de Fernando VII, con tratamiento de Alteza.

Organizó el llamado Armamento Cántabro que fue derrotado por los franceses. Huyó a Asturias y posteriormente a Galicia, Portugal e Inglaterra. No regresó a su sede hasta la vuelta de Fernando VII a España y el restablecimiento del Absolutismo, en 1814.
En las elecciones de 1813, fue elegido diputado propietario por Asturias. Sin embargo, las Cortes anularon su elección por hallarse huido, y mandaron llamar al suplente Pedro Rubín de Celis.
Algunos miembros de generaciones posteriores de su familia estuvieron activos en política desde posiciones muy conservadoras, entre ellos, tres diputados carlistas: su sobrino nieto, Bartolomé Menéndez de Luarca y Riego —elegido en 1834 y 1846—, el hijo de este último, Dionisio Menéndez de Luarca y Argüelles-Quiñones (1826-1904) —elegido en 1858—, el cual publicó en 1897 una hagiografía sobre su antepasado,  y Alejandrino Menéndez de Luarca y Avello (*1835-1895) -elegido en 1867 y 1871.

### Publicaciones
En el catálogo de la Biblioteca Nacional figuran las siguientes obras de su autoría:
- 1794: El Reyno de Dios y Su Justicia.
- 1799: Pastoral.
- 1811: Opúsculos christiano-patrios, que el Obispo de Santander Don Raphaél Thomás Menendez de Luarca escribía antes y después de exasperarse los extremados trastornos, en que al presente (año de 1811) se hallan las Españas, de tres tomos en dos volúmenes.

### Fallecimiento
Murió el 20 de junio de 1819, a la edad de 75 años, en La Penilla de Cayón, cerca de Santander (Cantabria), durante una visita pastoral. La Gaceta de Madrid (precursor del BOE) publicó el 4 de septiembre la siguiente necrología:

En la noche del 19 al 20 de Junio de este año falleció a la edad de 75 años y medio el Excmo. e Ilmo. Rafael Tomas Menéndez de Luarca, obispo de Santander, en el lugar de la Penilla, valle de Cayón, donde se hallaba practicando la santa visita.  Celebró el 19 el santo sacrificio, confesándose antes como lo tenia de costumbre, y confirmó aquella mañana alegre y contento á los niños de tres parroquias.  El 20 las 6 de la mañana, advirtiendo que no llamaba se le fue á ver a su cama, y se le halló muerto como si estuviera durmiendo, sin indicio de haber hecho movimiento alguno, ni haberle oído palabra dos de su familia que dormían inmediato. Fue conducido su cadáver a la ciudad, acompañado del clero y de los pueblos del tránsito, que con sus lágrimas manifestaban bien su vivo dolor la pérdida de tan celoso prelado, y se le sepultó en su santa iglesia con toda la solemnidad debida a su alto carácter. Corno celosísimo pastor visitó muchas veces toda su diócesis en los 35 años de su pontificado, procurando con su penitente y ejemplar vida, y con las pláticas y ejercicios al clero la reforma de costumbres; enviando además todos años á diversos puntos del obispado misioneros doctos que instruyesen á su pueblo y le dirigiesen á la vida eterna. Cuanto podía economizar, después de la muy moderada manutención de su casa y familia, tanto distribuía entre los pobres. Compadecido de éstos y viendo que en la ciudad no había más hospital que una casa mezquina,  proyectó edificar uno magnífico y proporcionado a la ciudad y provincia. Aunque sin fondos emprendió esta obra en el año de 1791, y tuvo el gozo haberla concluido en el año de 1794, no sin grande admiración de todo el pueblo, quien desconfiaba del éxito de la empresa por lo grandioso de ella y la falta de medios del obispo; pero éste con su magnánimo corazón, ardiente caridad y grande fe buscó y halló cuanto necesitaba en sus diocesanos, y en las cuantiosas limosnas que generosamente le franquearon los nobles montañeses de España y América. Edificó también de planta, y concluyó una casa magnífica para recogidas, siendo de admirar la disposición de ella ideada por él mismo. Compró otra muy capaz para los niños expósitos, con espacioso terreno que sirviese, como sirve, de huerta a la misma casa, sosteniendo á aquellos con socorros continuos siendo verdaderamente padre suyo. No teniendo casa propia los obispos viviendo por merced del REY en el colegio de los jesuitas, compró en la ciudad en los últimos años de su vida casa que sirviese de palacio episcopal cuando se estableciesen los jesuitas en Santander, habiendo en los principios de su pontificado. edificado una de campo, con espaciosa huerta para recreo suyo y de sus sucesores. En la invasión de los franceses fue nombrado por unanimidad de votos de las jurisdicciones o valles presidente de la junta y regente de toda la provincia durante la cautividad de nuestro REY el Sr. D. FERNANDO VII; y aunque hizo cuanto estaba de su parte, y trabajó incesantemente, saliendo por dos veces a campaña a animar la gente, no pudo resistir a las fuerzas tan superiores del enemigo y se vio precisado a emigrar, teniendo la gloria de que el tirano de la Europa le condenase a muerte como uno de sus mayores contrarios.  El REY, nuestro Señor, en atención a sus relevantes méritos contraídos en defensa de la religión y del trono, y de su distinguida nobleza, le condecoro con la gran cruz de Carlos III, nombrándole también para el arzobispado de Sevilla, que renunció por no dejar á sus amados diocesanos, como hizo antes con el de México, para el que fue nombrado en el año 1801.  Fue colegial en el insigne de S. Pelayo de Salamanca y el mayor de S. Ildefonso de Alcalá de Henares; canónigo magistral y arcediano de Grado, dignidad de la santa iglesia de Oviedo. Varón insigne por su ciencia, celo apostólico y virtud; ornamento de la iglesia española; honor de su patria Asturias, y delicia de los montañeses, que conservarán eternamente su memoria.

| Predecesor: Francisco Laso Santos de San Pedro | Obispo de Santander 1784 - 1819 | Sucesor: Juan Nepomuceno Gómez Durán |